# Olof Raaf
Olof Raaf var en svensk kyrkosnickare och bildhuggare verksam under 1700-talets första del.
Han var son till Gregorius Raaf. Bland hans arbeten märks snickerier för Sundsjö kyrka i Jämtland som han utförde 1716.